# Operatie Ochsenkopf
Operatie Ochsenkopf oftewel Unternehmen Ochsenkopf ("Operatie Ossenkop"), ook bekend als de Slag om Sidi Nsir of de Slag om Hunts Gap, was tijdens de Tweede Wereldoorlog een offensieve operatie van de Asmogendheden in Tunesië. Het offensief vond plaats van 26 februari tot 4 maart 1943.
Het offensief was bedoeld om de controle te krijgen over de plaatsen Medjez el Bab, Béja, El Aroussa, Djebel Abiod en een positie die bekendstaat als Hunt's Gap. De strijd was tussen  het 1e Britse Leger en de Heeresgruppe Afrika. Door het offensief wonnen de Asmogendheden terrein, echter werden geen van de meer ambitieuze doelstellingen werd bereikt.
Unternehmen Ochsenkopf was het laatste grote offensief van het 5e Pantserleger vóór de overgave van het Afrikakorps in mei 1943.

## Achtergrond
Na de Slag om de Kasserinepas (19-24 februari), richtten de Asmogendheden de Legergroep Afrika (Duitse: Heeresgruppe Afrika, Italiaans: Gruppo d'Armate Africa) op. De legergroep moest als een commandohoofdkwartier voor het 5e Pantserleger en het Italiaanse 1e Leger in Tunesië dienen. Adolf Hitler en de Duitse Generale Staf Oberkommando der Wehrmacht (OKW) waren van mening dat Generaloberst Hans-Jürgen von Arnim het bevel moest overnemen. Veldmaarschalk Albert Kesselring de Duitse Opperbevelhebber Zuid pleitte voor Erwin Rommel. Rommel werd op 23 februari benoemd tot commandant van het nieuwe Pantserleger Afrika. Comando Supremo, de Italiaanse generale staf, beval Rommel om de aanval bij Kasserine te beëindigen. De Comando Supremo had het plan een verwoestend offensief uit te voeren tegen het 8e Leger van generaal Bernard Montgomery die vanuit het oosten de verdediging van de Mareth linie naderde.

### Het plan van de Asmogendheden
Unternehmen Ochsenkopf was een plan om op 26 februari door de Britse verdediging te dringen. De troepenmacht van de Asmogendheden bestond uit: Korpsgruppe Weber (generaal Friedrich Weber) van de 334e Infanteriedivisie, onderdelen van de Luftwaffe Hermann Göring Divisie die onlangs waren gearriveerd en de delen van de 10e Pantserdivisie die niet betrokken waren bij Unternehmen Frühlingswind (Operatie Voorjaarsstorm).
De troepen werden verdeeld in drie groepen voor Operatie Ossenkop, en vormde daarmee een opstelling die gelijkenis vertoonde met een ossenkop. De noordelijke hoorn, met de meeste tanks, zou oprukken op de route van Mateur vanuit het noordoosten, om Béja 40 km ten westen van Medjez te veroveren. De tweede hoorn zou vanuit Goubellat aanvallen en doortrekken naar Slougia en Oued Zarga om de Britten te omsingelen bij Mejez El Bab. De derde groep zou een tangaanval uitvoeren in de Bou Arouda-vallei en dan door El Aroussa naar Gafour oprukken, met als doel de kruising bij El Aroussa.

## De slag

### De zuidelijke hoorn
Kampfgruppe Audorff met de Herman Göring Parachute Divisie, de 334e Infanteriedivisie en ondersteunende pantserbataljons vormde gezamenlijk de zuidelijke hoorn van de operatie. De bescherming van dit gebied was een Britse strijdmacht bekend als Y Divisie een ad hoc strijdmacht, die was gevormd uit de 139e (Ierse) Brigade, een mengsel van commando's, Grenadier en Coldstream Guards, elementen van de 1st Parachute Brigade en Churchill tanks van C Squadron 142 (Suffolk). De Kampfgruppe viel op de avond van 25 februari aan, met als eerste doelen de Tally Ho-hoek, een belangrijk verkeersknooppunt en een heuvel met de bijnaam Fort MacGregor. De Luftwaffe had de Britse stellingen aangevallen en het transport achter het front beschoten. Bij Fort MacGregor werd D Company van de East Surreys aangevallen door de parachutisten van de Herman Göring Division. Nadat twee Duitse aanvallen waren afgeslagen, schoten parachutisten gaten in het prikkeldraad en de verdedigers werden al snel overweldigd en vernietigd. Djebel Djaffa, verder naar het westen, in het bezit van een bataljon Franse koloniale troepen, werd gelijktijdig aangevallen door de parachutisten. De Fransen werden verrast en snel onder de voet gelopen, de meesten werden gevangengenomen.
Een haastige tegenaanval door de Surreys op Fort MacGregor werd geprobeerd, maar werd net voor de startlijn gestopt en de Surreys trokken zich terug met veel slachtoffers. Britse artillerie bombardeerde de heuvel enkele uren met alle middelzware en zware kanonnen en toen de Surreys opnieuw aanvielen, was deze leeg op zes door shellshock getroffen Duitsers na. De parachutisten waren verwoest door de beschietingen en hadden geen andere keuze dan zich terug te trekken. De top was niet groter dan een voetbalveld en lag bezaaid met menselijke resten, voornamelijk Duitse maar ook Britse doden van D Company. Allfrey stuurde de Lancashire Fusiliers, 600 manschappen van No. 6 Commando, het 56th Reconnaissance Regiment, Valentine tanks van de 17th/21st Lancers, elementen van het 51st Royal Tank Regiment (51st RTR) en het North Irish Horse naar voren.  De volgende dag, bijna zodra ze aankwamen, deden de Surreys en de Valentines van de 17/21e Lancers een tegenaanval op Djebel Djaffa, die na enige weerstand werd heroverd.
De 334e Infanteriedivisie sloeg net voor middernacht toe in de hoek van Tally Ho, verraste en overrompelde het commando-garnizoen, waarvan de overlevenden werden gered door Churchill-tanks. De Duitsers drongen aan op een kleine heuvelrug 9,7 ten oosten van El Aroussa, waar twee bataljons van de Herman Göring Division en een ondersteunende pantsercompagnie een positie aanvielen die werd verdedigd door de Churchill-tanks van Suffolk Squadron, 142e Regiment RAC. De Churchill-tanks vuren vanaf de romp naar beneden en schakelden vier Panzer IV's uit, schakelden drie Panzer III's uit en vernietigden een 88 mm geschut voor het verlies van een Churchill. De Duitse infanterie leed veel slachtoffers en de overlevenden trokken zich terug. De Britten kregen versterkingen en voerde opnieuw een tegenaanval uit, waarbij ze de Duitsers 's nachts terugdrongen van de hoek van Tally Ho tot de heuvels ten oosten van de weg bij Medjez-El-Bab naar El-Aroussa.
Die nacht rukten de Britten in het donker op naar Steamroller Farm, die werd vastgehouden door ongeveer 2.000 mannen van twee bataljons van de Hermann Göring Division, elementen van een pantsergrenadierregiment, 5 cm Pak 38 en 88 mm antitankkanonnen. Een squadron van de 51st RTR in Churchill Mk III-tanks en een compagnie Coldstream Guards vertrokken net voor de middag op 28 februari en om 16:00 uur waren ze in zicht van de boerderij. Duits artillerievuur werd op hen gericht en kort daarna werden ze aangevallen door Junkers Ju 87 (Stuka) duikbommenwerpers, waarbij vijf Churchills verloren gingen. De 1e Troop drong met de Coldstream Guards naar voren het boerderijgebied in, maar werd vastgepind. Een andere Churchill-tank, onder bevel van tweede luitenant J.C. Renton, arriveerde en twee tanks maakten een sprint van 1.500 m over een blootgestelde verhoogde weg terwijl ze beschoten werden door een antitankkanon. Op 20 yd (18 m) vuurde het kanon en schampte de tank, voordat de bemanning vluchtte en de Churchill het kanon onbruikbaar maakte; de Churchills bereikten toen de top van de pas en verrasten daar de Duitsers.
De tanks kwamen Duits transport tegen en vernietigde deze terwijl ze voorbijgingen, vervolgens schakelde ze toen twee Panzer III's en twee antitankkanonnen uit toen de Duitsers die probeerden in te zetten. De Duitsers vluchtten en toen de avond viel was de Duitse colonne vernietigd. Hollands en Renton kregen het bevel om zich weer bij hun squadron te voegen, maar de voorste tank kwam tot stilstand en moest op sleeptouw worden genomen. De tanks vernietigde twee 88 mm, twee 75 mm en twee 50 mm antitankkanonnen, vier kleinere antitankkanonnen, 25 wielvoertuigen, twee 3-inch mortieren en de twee Panzer III's en veroorzaakte bijna 200 slachtoffers. De volgende dag arriveerde de Franse eigenaar van de boerderij in El Aroussa om te zeggen dat de Duitsers waren vertrokken en de Britten het gebied hadden bezet. Het uitgeputte Herman Göring Regiment had veel meer slachtoffers geleden; de commandant had aangenomen dat de tankcolonne van een veel grotere formatie was en stuurde een bericht naar Fliegerführer Afrika dat hij was aangevallen door een "gek tankbataljon dat onmogelijke hoogten had beklommen" en "zijn uiteindelijke terugtrekking dwong".

### De Noordelijke Hoorn
Kampfgruppe Lang had 77 tanks, waaronder twintig Tigers van de Schwere Panzer-Abteilung 501 en gemotoriseerde infanterie van de 10e Pantserdivisie. De rest van de 10e Pantserdivisie zou aanvallen zodra de doelstellingen waren bereikt. Het gebied was in handen van de 128e (Hampshire) Infanterie Brigade en talrijke artilleriebatterijen. Op 26 februari begon de noordelijke aanval van Ochsenkopf en de Duitsers veroverden snel het gehucht Sidi Nsir en het treinstation. Het 172e Field Regiment RA, met drie batterijen van 25-ponder houwitsers, en 155 Batterij, met acht 25-ponders, werden rond een boerderij ingegraven, samen met het 5th Battalion Hampshire Regiment. Ze moesten de Duitse bewegingen volgen, maar de meesten waren slecht opgeleid en hadden geen gevechtservaring. Bij Hampshire Farm moesten de verdedigers de opmars richting Béja en Medjez afremmen door de weg van Mateur te blokkeren. Als die slaagde gaf het de verdedigers tussen Medjez en Béja bij Hunt's Gap de tijd te geven zich voor te bereiden. Er werd geschat dat de Duitsers aanvielen met dertien infanteriebataljons, c. 13.000 mannen, met de ondersteunende troepen van twee divisies c. 30.000 man aan het noordelijk front.
Tijdens de nacht begonnen Verey-Lichtkogels omhoog te schieten in de heuvels rond Sidi Nsir, en om 6:30 uur de volgende ochtend begonnen Duitse mortieren op de Britse kanonnen te vuren. Na 45 minuten reden Duitse tanks de weg van Mateur af en vier van de 25-ponders openden het vuur. Kanon nr. 1 was speciaal op de top van een helling geplaatst om de nadering van Mateur te dekken en vuurde over open vizieren. De leidende Duitse tanks liepen op mijnen, raakten beschadigd en trokken zich terug met de infanterie. Om 11:00 uur ondernamen de Duitsers nog een poging op de linkerflank, maar F Troop opende het vuur en raakte vier Duitse tanks, die ze in vlammen opgingen. Duitse infanterie viel B Company aan met vuur van kleine wapens, maar werd afgeslagen. Rond het middaguur bereidden de Duitsers zich voor om opnieuw aan te vallen, maar massaal Brits artillerievuur brak de aanval af voordat deze begon.
Tegen 13:00 uur hadden dertig Duitse tanks, gemotoriseerde kanonnen en infanterie om beide flanken gewerkt en waren binnen 550 m. De hoogste observatiepost werd aangevallen, de draadloze zender werd vernield en de telefoonlijnen werden doorgesneden. Acht Messerschmitt Bf 109s-jagers beschoten de hele dag elk kanon om de beurt, waarbij slachtoffers vielen. Verscheidene van de Britse voertuigen op de weg naar Hunt's Gap werden geraakt en munitie moest door de kanonniers worden geborgen. Bivakken en munitiedepots werden ook geraakt. Even na 14:30 uur keerde Duitse infanterie met vrachtwagens terug naar de zuidelijke flank door onder dekking van een heuvel naar voren te gaan. Om 15:00 uur begon de Duitse infanterie van dichtbij met handvuurwapens te schieten en een colonne tanks onder leiding van een Tiger bewoog zich langs de weg naar de batterijpositie, terwijl nog dertien tanks dekkingsvuur gaven vanuit posities met de romp op de grond. De Britse kanonniers schakelden over op pantserdoordringend schot en schakelden drie tanks uit, die de weg blokkeerden.
Om 17:30 uur begon een nieuwe Duitse aanval op de resterende kanonnen; zeven tanks werden geraakt, maar één voor één werden de resterende Britse kanonnen geraakt door tank- en mitrailleurvuur. Bij het vallen van de avond waren er nog maar één 25-ponder en verschillende Bren-machinegeweren over, die de Duitse tanks uitschakelden op een afstand van 10–20 m. "Tanks are on us" was het laatste draadloze bericht van 115 battery. Newham beval de evacuatie van het bataljonshoofdkwartier. Toen de strijd begon, waren er negen officieren en 121 manschappen, na de slag bereikte maar negen mannen de Britse linies, van wie er zeven gewond waren. De verdediging van Sidi Nsir won tijd om verdedigingswerken voor te bereiden bij Hunt's Gap, een kloof ongeveer 24 km ten noordoosten van Béja. De 128e Infanteriebrigade had steun van tweeënzeventig 25-ponders, vijftien 5,5 inch (140 mm) middelgrote kanonnen en twee squadrons van Churchill MK III's van het North-Irish Horse. Er was een zone voorbereid met mijnenvelden, antitankkanonnen, Churchill-tanks met romp en directe vuurgebieden voor middelzware en zware artillerie. Een eenheid van Hurricane Mk IID jachtbommenwerpers, uitgerust met 40 mm Vickers S-kanonnen, cirkelde boven hun hoofd in communicatie met de grond, wachtend op doelen.
Op 28 februari beval Rommel Oberst Rudolf Lang om op te schieten en hij beval een aanval vóór zonsopgang door ongeveer tien Panzer IV's en vrachtwagens met infanterie na een artilleriebombardement op de posities van B Company, 2/4th Hampshires. Churchill-tanks schakelden vier Panzer IV's uit, waardoor de aanval stopte. De Duitsers vielen vervolgens opnieuw aan, maar de tanks van het North Irish Horse hielden de Duitsers tegen tot de schemering. B Company kreeg het bevel zich terug te trekken nadat een peloton was overrompeld en een tweede dreigde in te storten. C Company werd later op de dag overspoeld door Duitse infanterie en pantserwagens, maar de aanvallers konden niet verder oprukken.
De volgende dag ontdekte Lang dat hij slechts 16 km verwijderd was van Hunt's Gap, maar dat hij nog maar zes operationele tanks had. De 25e Leicesters arriveerden en er viel een dikke mist over de vallei, die RAF-vluchten belemmerde. De Duitsers vielen opnieuw aan en in de mist werd D Company verrast en werd een peloton onder de voet gelopen, maar de rest van de aanval werd afgeslagen door artillerievuur en infanterie van de 1/4th Hampshires. De mist trok op en onmiddellijk maakte de RAF acht missies in de vallei en viel Duitse bevoorradingscolonnes aan terwijl artillerievuur werden geleid door de Forward Observation Officers en Air Observation Post-waarnemers. De Duitse tanks en infanterie leden veel slachtoffers; de kronkelige weg die het transport van de Asmogendheden gebruikte, werd veranderd in een wildernis van bomkraters en brandende voertuigen, wat tot een terugtrekking dwong. De 24th Hampshires behielden hun laatste posities terwijl de Duitsers probeerden op te rukken naar het zuiden. De Britten verrasten hen met een tegenaanval waarbij veertig Duitsers werden gedood en zestig gevangengenomen. Verderop langs de weg naar Sidi Nsir brak artillerie opnieuw een Duitse aanval uit. Acht Tiger Is waren geïmmobiliseerd door mijnen en moesten door hun bemanningen worden opgeblazen om verovering te voorkomen. Een Britse tankofficier ging op onderzoek uit. Hij zag geen teken van Duitsers, bereikte de tanks en vond de tanks geopend. De bemanning was verdwenen.
Op 2 maart trokken de Duitsers zich terug, nadat ze meer dan veertig tanks en bijna zestig andere gepantserde voertuigen hadden verloren; twee van de vier Duitse infanteriebataljons werden gevangengenomen, naast de doden en gewonden. Veel van de gevangenen waren aan het Oostfront geweest en beweerden dat ze nog nooit zo'n zwaar bombardement hadden meegemaakt. Het offensief had de hoofddoelen niet bereikt en Arnim sloeg verdere aanvallen af Anderson had overwogen Medjez in de steek te laten, tot het succes van de verdediging van Hunt's Gap, het bevel om terug te trekken, uitgevaardigd door generaal Harold Alexander (commandant van de 18e Legergroep) en het einde van de Duitse aanval, het dorp redde. De 2/4e Hampshires hadden 243 mannen verloren, en werden afgelost door het 8e Bataljon, Argyll and Sutherland Highlanders, van de 36e Infanteriebrigade, 78e Divisie.